# Old Hawkinge
Old Hawkinge – wieś w Anglii, w hrabstwie Kent, w dystrykcie Folkestone and Hythe. Leży 49 km na wschód od miasta Maidstone i 102 km na południowy wschód od centrum Londynu.